# Torneig de les Cinc Nacions 1984
El Torneig de les cinc Nacions 1984 va ser el 55a edició en el format de cinc nacions i la 90a tenint en compte les edicions del Home Nations Championship. Deu partits es van jugar entre el 21 de gener i el 17 de març. Escòcia va guanyar el campionat en solitari per primera vegada des de 1938. Fou el seu dotzè torneig absolut, amb exclusió de set títols compartits. Les quatre victòries aconseguides els van donar el Grand Slam per primera vegada des de 1925 i la segona en tota la història, i la Triple Corona per novena vegada i la primera des de 1938.

## Participants
| Nació      | Estadi           | Ciutat   | Entrenador          |
| ---------- | ---------------- | -------- | ------------------- |
| Anglaterra | Twickenham       | Londres  | Dick Greenwood      |
| França     | Parc des Princes | París    | Jacques Fouroux     |
| Irlanda    | Lansdowne Road   | Dublín   | Willie John McBride |
| Escòcia    | Murrayfield      | Edimburg | Jim Telfer          |
| Gal·les    | National Stadium | Cardiff  | John Bevan          |

## Classificació
| Posició | Nació      | Partits | Partits  | Partits  | Partits | Punts   | Punts     | Punts      | Taula de punts |
| Posició | Nació      | Jugats  | Guanyats | Empatats | Perduts | A Favor | En contra | Diferència | Taula de punts |
| ------- | ---------- | ------- | -------- | -------- | ------- | ------- | --------- | ---------- | -------------- |
| 1       | Escòcia    | 4       | 4        | 0        | 0       | 86      | 36        | +50        | 8              |
| 2       | França     | 4       | 3        | 0        | 1       | 90      | 67        | +23        | 6              |
| 3       | Gal·les    | 4       | 2        | 0        | 2       | 67      | 60        | +7         | 4              |
| 4       | Anglaterra | 4       | 1        | 0        | 3       | 51      | 83        | −32        | 2              |
| 5       | Irlanda    | 4       | 0        | 0        | 4       | 39      | 87        | −48        | 0              |

## Resultats
| França                                                                        | 25–12 | Irlanda           | 1984-01-21 {{{time}}} - Parc des Princes, París Assistència: 45.023 espectadors Àrbitre: C Norling (Gal·les) |
| Assaig: Gallion Sella Con: Lescarboura Pen: Lescarboura (4) Drop: Lescarboura |       | Pen: Campbell (4) | 1984-01-21 {{{time}}} - Parc des Princes, París Assistència: 45.023 espectadors Àrbitre: C Norling (Gal·les) |

| Gal·les                                | 9–15 | Escòcia                                       | 1984-01-21 {{{time}}} - National Stadium, Cardiff Àrbitre: O Doyle (Irlanda) |
| Assaig: Titley Con: Davies Pen: Davies |      | Assaig: Paxton Aitken Con: Dods (2) Pen: Dods | 1984-01-21 {{{time}}} - National Stadium, Cardiff Àrbitre: O Doyle (Irlanda) |

| Irlanda           | 9–18 | Gal·les                                                | 1984-02-04 {{{time}}} - Lansdowne Road, Dublín Àrbitre: R G Byres (Austràlia) |
| Pen: Campbell (3) |      | Assaig: Ackerman Con: Davies Pen: Davies (2) Bowen (2) | 1984-02-04 {{{time}}} - Lansdowne Road, Dublín Àrbitre: R G Byres (Austràlia) |

| Escòcia                                             | 18–6 | Anglaterra    | 1984-02-04 {{{time}}} - Murrayfield, Edimburg Àrbitre: D I H Burnett (Irlanda) |
| Assaig: Johnston Kennedy Con: Dods (2) Pen Dods (2) |      | Pen: Hare (2) | 1984-02-04 {{{time}}} - Murrayfield, Edimburg Àrbitre: D I H Burnett (Irlanda) |

| Gal·les                                           | 16–21 | França                                                                | 1984-02-18 {{{time}}} - National Stadium, Cardiff Assistència: 62.000 espectadors Àrbitre: R G Byers (Austràlia) |
| Assaig: Davies Butler Con: Butler Pen: Davies (2) |       | Assaig: Sella Con: Lescarboura Pen: Lescarboura (4) Drop: Lescarboura | 1984-02-18 {{{time}}} - National Stadium, Cardiff Assistència: 62.000 espectadors Àrbitre: R G Byers (Austràlia) |

| Anglaterra                   | 12–9 | Irlanda       | 1984-02-18 {{{time}}} - Twickenham, Londres Àrbitre: R Hourquet (França) |
| Pen: Hare (3) Drop: Cusworth |      | Pen: Ward (3) | 1984-02-18 {{{time}}} - Twickenham, Londres Àrbitre: R Hourquet (França) |

| França                                                                                                  | 32–18 | Anglaterra             | 1984-03-03 {{{time}}} - Parc des Princes, París Àrbitre: A M Hosie (Escòcia) |
| Assaig: Codorniou Sella Estève Begu Gallion Con: Lescarboura (2) Pen: Lescarboura (4) Drop: Lescarboura |       | Assaig: Hare Underwood | 1984-03-03 {{{time}}} - Parc des Princes, París Àrbitre: A M Hosie (Escòcia) |

| Irlanda                                 | 9–32 | Escòcia                                                                            | 1984-03-03 {{{time}}} - Lansdowne Road, Dublín Àrbitre: F D Howard (Anglaterra) |
| Assaig: Kiernan Con: Murphy Pen: Murphy |      | Assaig: Laidlaw (2) Assaig penalització Robertson Dods Con: Dods (3) Pen: Dods (2) | 1984-03-03 {{{time}}} - Lansdowne Road, Dublín Àrbitre: F D Howard (Anglaterra) |

| Escòcia                                | 21–12 | França                                                              | 1984-03-17 {{{time}}} - Murrayfield, Edimburg Assistència: 62.000 espectadors Àrbitre: W Jones (Gal·les) |
| Assaig: Calder Con: Dods Pen: Dods (5) |       | Assaig: Gallion Con: Lescarboura Pen: Lescarboura Drop: Lescarboura | 1984-03-17 {{{time}}} - Murrayfield, Edimburg Assistència: 62.000 espectadors Àrbitre: W Jones (Gal·les) |

| Anglaterra    | 15–24 | Gal·les                                                    | 1984-03-17 {{{time}}} - Twickenham, Londres Àrbitre: J B Anderson (Escòcia) |
| Pen: Hare (5) |       | Assaig: Hadley Con: Davies Pen: Davies (4) Drop: Dacey (2) | 1984-03-17 {{{time}}} - Twickenham, Londres Àrbitre: J B Anderson (Escòcia) |